# فرودگاه پاراکو
 فرودگاه پاراکو (به انگلیسی: Parakou Airport) یک فرودگاه با کد یاتا PKO است . این فرودگاه در کشور بنین قرار دارد .